# Singapore Slingers
I  Singapore Slingers  sono una società professionista di basket con sede nella città di Kallang a Singapore. I colori sociali della società sono il Rosso, il Bianco e l'Oro, la squadra compete come unico rappresentante di Singapore nella ASEAN Basketball League. Tra il 2009 ed il 2014 la squadra era conosciuta anche con il nome di JobStreet.com Singapore Slingers, a causa di un accordo di sponsorizzazione firmato con JobStreet.com, una società di lavoro online del sud-est asiatico che gestisce un sito web di lavoro con lo stesso nome.
Gli Slingers precedentemente hanno gareggiato nella National Basketball League australiana, diventando il primo - e fino ad ora unico - club con sede in Asia a competere nella NBL, unendosi alla lega all'inizio della stagione 2006-2007. Si ritirarono dalla competizione nel luglio 2008,, dopo aver completato la seconda stagione nel campionato, con la loro decisione che venne pesantemente influenzata dagli elevatissimi costi finanziari a causa della distanza geografica dall'Australia.

## Storia

### Canberra Cannon e Hunter Pirates (1979-2006)
La franchigia da cui sono poi nati i Singapore Slingers, era conosciuta in origine con il nome di Canberra Cannons; una squadra australiana che rappresentava la capitale della nazione, Canberra. I Cannons gareggiarono nella National Basketball League, di cui erano uno dei dieci club originali, infatti presero parte alla primissima stagione del campionato nel 1979 dove raggiunsero la finale per il titolo, con un record di 13–5, ma caddero all'ultimo ostacolo, perdendo contro i S. Melbourne Saints per 94–93. Dopo gli anni ottanta dove la squadra visse il suo miglior periodo, vincendo per ben tre volte la National Basketball League nel 1983, 1984 e 1988, i Cannons raggiunsero per l'ultima volta le finali per il titolo nel 1989. Dagli anni novanta i risultato sul campo iniziarono a calare ed inoltre i problemi finanziari iniziarono a perseguitare il club, dalla fine degli anni '90, finché nel dicembre 2002 la squadra si ritrovò sommersa dai debiti. Il club riuscì a giocare tutte le partite rimanenti della stagione 2002-2003 della NBL, ma non è stato in grado di trattenere i propri giocatori di punta, ed una volta terminata la stagione, la franchigia venne messa in vendita.
La squadra alla fine venne acquistata da un consorzio che la trasferì nella città di Newcastle e la rinominò Hunter Pirates, prendendo parte alla NBL per la prima volta nella stagione 2003-2004. I Pirates si ritirarono dalla NBL alla fine della stagione 2005-2006, dopo aver preso parte a sole tre edizioni della competizione, a causa di difficoltà finanziarie e della loro incapacità di assicurarsi uno sponsor importante.

### Singapore Slingers (2006-oggi)
Ad acquistare la licenza messa in vendita dai Pirates fu un consorzio proveniente da Singapore, che cambiò la denominazione della squadra in Singapore Slinger e ne trasferì la sede nella citta di Kallang, a Singapore, diventando così la prima ed unica squadra con sede in Asia, a prendere parte alla National Basketball League.

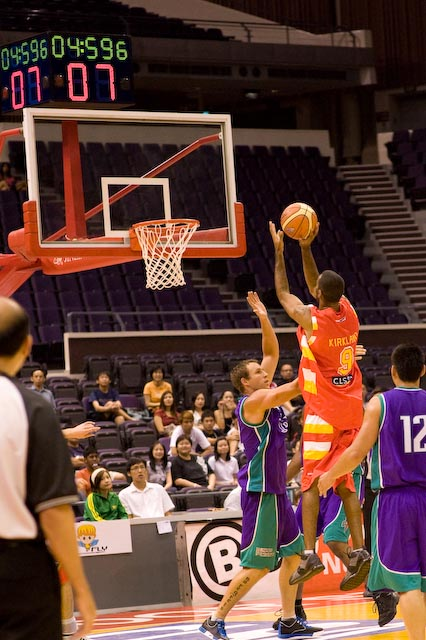
I Singapore Slingers impegnati contro i Darwin All-stars in una partita della National Basketball League

Sebbene gli Slingers si fossero trasferiti a Singapore prima dell'inizio della stagione NBL 2006-2007, la prima a cui presero parte,  giocavano ancora occasionalmente partite casalinghe nella città di Newcastle. Le partite casalinghe a Singapore degli Slingers si svolgevano presso il Singapore Indoor Stadium, una struttura che può ospitare fino a 12.000 spettatori; cosa che ne faceva il palazzetto con la capienza maggiore di spettatori di tutto il campionato.
Il rebranding del club è stato il frutto dell'ingegno di Bob Turner, sostenitore della NBL ed ex allenatore vincitore di due titoli proprio con i Canberra Cannons, che ha assunto la carica di CEO degli Slingers dopo il passaggio di consegne nelle mani del consorzio di Singapore. La NBL credeva che il club avrebbe aperto il campionato ad un pubblico più ampio ed a maggiori entrate. Tuttavia, a causa della distanza geografica dal resto delle franchigie, la squadra accettò di coprire le spese di viaggio di tutte le squadre che andarono a giocarono a Singapore; con il club che però registrò una media di soli 3.500 spettatori nelle partite casalinghe durante la stagione inaugurale.
Nel luglio 2008, dopo aver portato al termine la loro seconda stagione nella NBL, gli Slingers si ritirarono dal campionato a causa del drammatico aumento dei costi dei viaggi internazionali. La dirigenza degli Slingers dichiarò che l'obiettivo futuro della squadra doveva essere quello di partecipazione a competizioni con squadre provenienti dalla sua stessa regione dell'Asia piuttosto che con squadre distanti in Australia e Nuova Zelanda.
Il 1 settembre 2009, venne annunciato che gli Slingers sarebbero stati una delle sei squadre fondatrici della nuova ASEAN Basketball League, iniziata il 10 ottobre 2009. Dopo la conferma dell'ingresso nella stagione inaugurale dell'ABL, gli Slingers annunciarono l'ingaggio dei due giocatori di Singapore Pathman Matialakan e Hong Wei Jian per la nuova stagione, a cui si aggiunse anche il playmaker filippino Al Vergara. 
La serata di apertura della prima stagione della ABL, vide gli Slingers  il  Brunei Barracudas per 87–69 il 18 ottobre 2009. Il talento locale Wong Wei Long mise a referto 14 punti in quella partita, con4 triple. Pathman Matialakan, il primo asiatico e singaporiano a giocare nella NBL, quando gli Slingers gareggiando ancora in Australia, è diventato il primo giocatore locale della squadra a segnare nella ASEAN Basketball League con un layup.

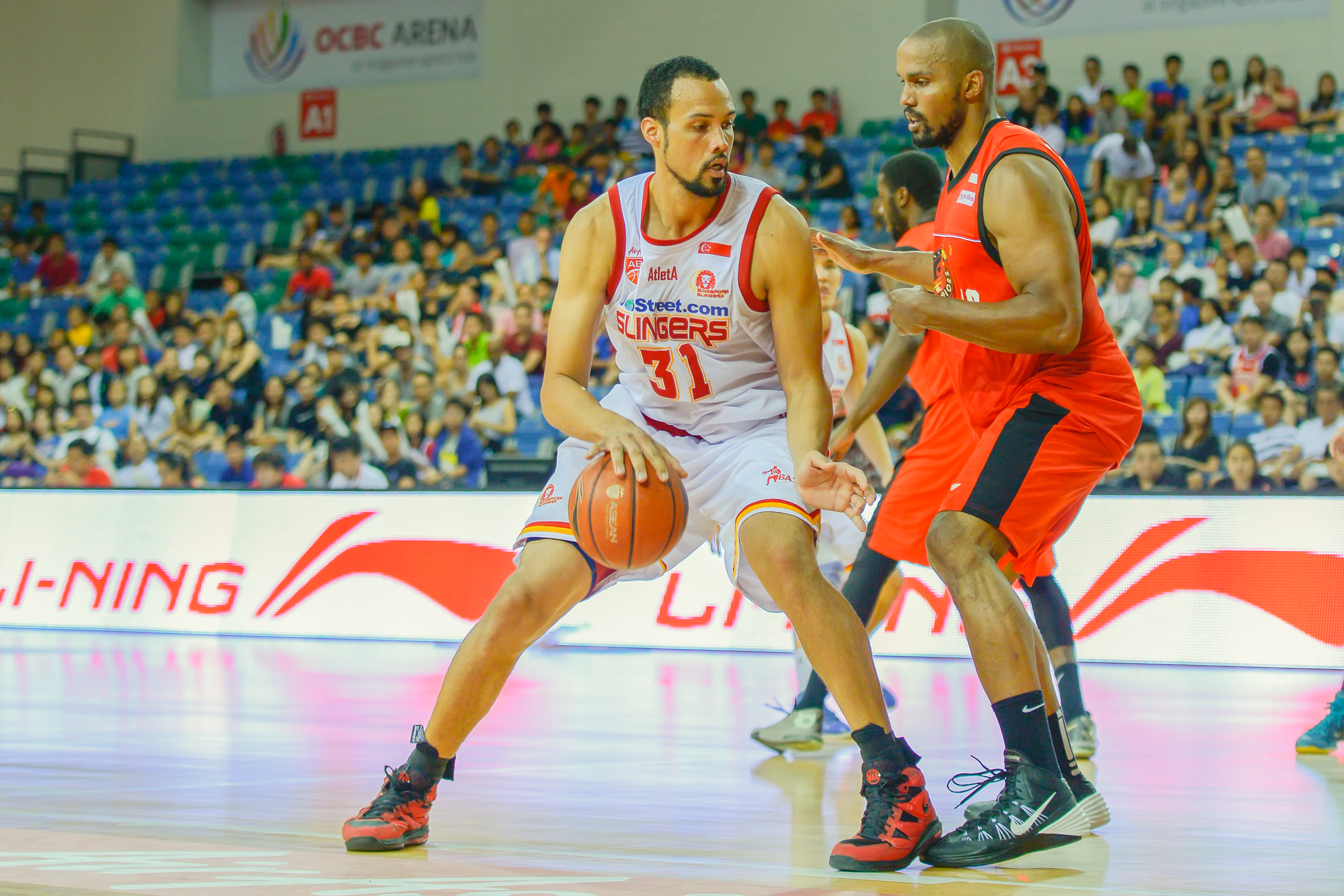
Kyle Jeffers affronta Chris Ellis degli Indonesia Warriors in una partita della ABL del 2014

Gli Slingers si sono comportati bene nella prima stagione dell'ABL, finendo al secondo posto in classifica la stagione regolare, con un record di 15–10, dietro solamente ai Philippine Patriots. La squadra riuscì anche a raggiungere le semifinali dei playoff 2010, ma qui venne battuta per 2-1, nella serie giocata al meglio delle tre, dal Satria Muda Pertamina.
La squadra da quel momento in poi ha preso parte a tutte le stagioni della ASEAN Basketball League come rappresentante di Singapore, ma non è mai riuscita ad ottenere la vittoria finale. Per ben tre volte è arrivata alla serie finale per il titolo ma in tutti e tre i casi è uscita sconfitta: nella stagione 2015-2016 venne sconfitta per 3-2 nella serie dal KL Dragons; la stagione successiva i Singlens, trascinati sul campo da Justin Howard, giunsero nuovamente alle finali dove si affrontarono con l'Eastern Hong Kong, uscendo sconfitti, per il secondo anno consecutivo, per 3-1 nella serie per il titolo; l'ultima delle tre sconfitte in finale è arrivata al termine della stagione 2018-2019, quando il Singapore Slingers perse la decisiva gara cinque delle finali per 84-81, contro la squadra degli Indonesia Warriors,

## Arene di gioco
- Singapore Indoor Stadium (2006–2014)
- OCBC Arena (2014–presente)

Gli Slingers attualmente giocano le loro partite casalinghe presso l'OCBC Arena una struttura da 3.000 posti a sedere, inaugurata nel 2014, a Kallang. Nel 2013, il Singapore Sports Hub e la OCBC Bank hanno annunciato che il gruppo OCBC sarebbe diventata il principale partner di sponsorizzazione del Singapore Sports Hub, acquisendo quindi i diritti sul nome dell'arena, che divenne la OCBC Arena.
Dal 2006 al 2014, i Singapore Slingers hanno giocato le partite casalinghe al Singapore Indoor Stadium, una struttura che può ospitate almeno 12.000 spettatori. Durante le stagioni degli Slingers in NBL, tra il 2006 ed il 2008, era lo stadio con la capacità più elevata tra gli altri stadi del campionato.

## Organico

### Roster 2023-2024
Il roster per la stagione 2023-2024 
|    | Naz.                   | Ruolo | Sportivo                | Anno | Alt. | Peso |  |
| -- | ---------------------- | ----- | ----------------------- | ---- | ---- | ---- |  |
| 0  | Singapore (bandiera)   | PG    | Muhammad Amirul         | 2000 | 183  | 87   |  |
| 1  | Singapore (bandiera)   | PG    | Lim Jay Shay            | 2002 | 173  | 75   |  |
| 5  | Singapore (bandiera)   | G     | Zachary Jian-Kai Helzer | 1997 | 186  | 81   |  |
| 6  | Singapore (bandiera)   | AP    | Tay Ding Loon           | 1992 | 183  | 82   |  |
| 8  | Singapore (bandiera)   | AP    | Teo Yung Juen           | 2004 | 191  | 83   |  |
| 11 | Singapore (bandiera)   | G     | Larry Liew              | 1991 | 191  | 83   |  |
| 12 | Singapore (bandiera)   | G     | Justen Chiam Yue Jun    | 2000 | 177  | 72   |  |
| 15 | Stati Uniti (bandiera) | G     | Xavier Alexander        | 1988 | 198  | 102  |  |
| 18 | Singapore (bandiera)   | AP    | Mah Jun Hao Jackson     | 2002 | 191  | 88   |  |
| 21 | Singapore (bandiera)   | AG    | Xu Duanyang             | 1998 | 198  | 90   |  |
| 22 | Singapore (bandiera)   | AG    | Kelvin Lim              | 1989 | 197  | 93   |  |
| 23 | Singapore (bandiera)   | C     | Delvin Goh              | 1995 | 201  | 98   |  |
| 24 | Stati Uniti (bandiera) | AG    | Kentrell Barkley        | 1990 | 196  | 93   |  |
| 25 | Singapore (bandiera)   | C     | Lavin Raj               | 1992 | 203  | 145  |  |
| 34 | Stati Uniti (bandiera) | C     | Chanceler Gettys        | 1996 | 213  | 102  |  |

### Staff tecnico
| Ruolo           | Nome            |
| --------------- | --------------- |
| Capo Allenatore | Neo Beng Siang  |
| Genaral Manager | Michael Johnson |

## Giocatori stranieri famosi
- Brad Davidson
- Larry Davidson
- Blagoj Janev
- Ben Knight
- Shane McDonald
- Ben Melmeth
- Darren Ng
- Luke Schenscher
- Aaron Trahair
- Pero Vasiljevic
- Eban Hyams
- Lee Seung-jun
- Jeremy Kench
- Leonidez Avenido
- Junjun Cabatu
- Jayson Castro
- Don Dulay
- Phillip Morrison
- Al Vergara
- Hassan Adams
- Christopher Vaughn Canta
- Marquin Chandler
- Chris Charles
- John Fields
- Louis Graham
- Rod Grizzard
- Mike Helms
- Justin Howard
- Kyle Jeffers
- Rashad Jones-Jennings
- Michael LeBlanc
- Donald Little
- Donald Rashaad Singleton
- Marcus Skinner
- Jerran Young
- Marcus Elliott

## Giocatori di Singapore famosi
- Koh Meng Koon
- Michael Wong
- Wai Sian Lim
- Prasad Sadasivan
- Marcus Ng
- Pathman Matialakan
- Hong Wei Jian
- Steven Khoo

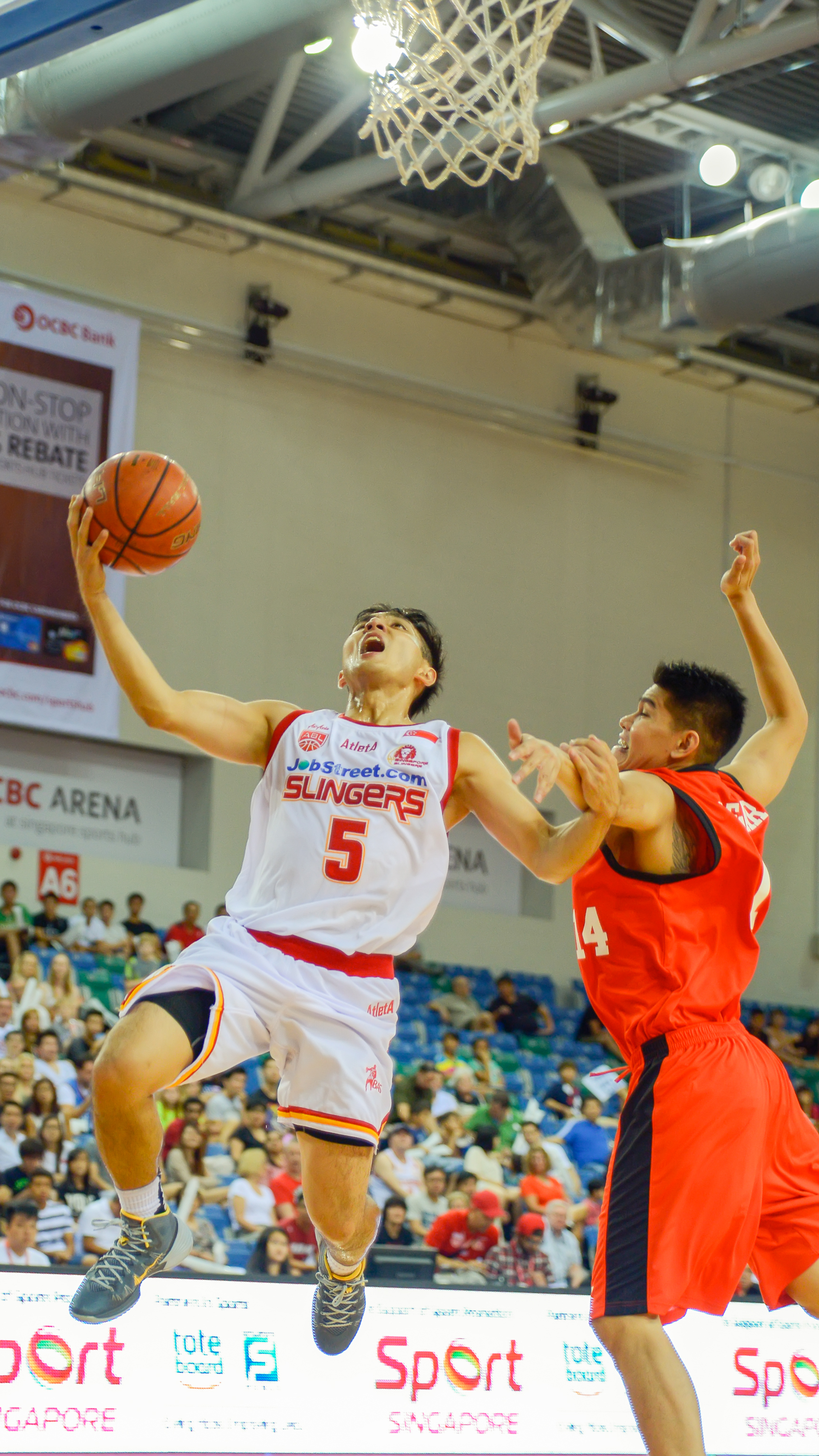
Wong Wei Long con la maglia degli Slingers

- Mitchell Frederick Folkoff
- Damien Goh Teck Beng
- Shengyu Lim
- Wei Long Wong
- Desmond Oh
- Leon Kwek
- Teo Chun Hoe
- Ng Han Bin
- Delvin Goh
- Russel Low

## Allenatori
- Gordie McLeod (2006–08)
- Frank Arsego (2009–10)
- Neo Beng Siang (2010–presente)